# La Gazzetta dello Sport
La Gazzetta dello Sport este un ziar sportiv italian.